# Chongwu

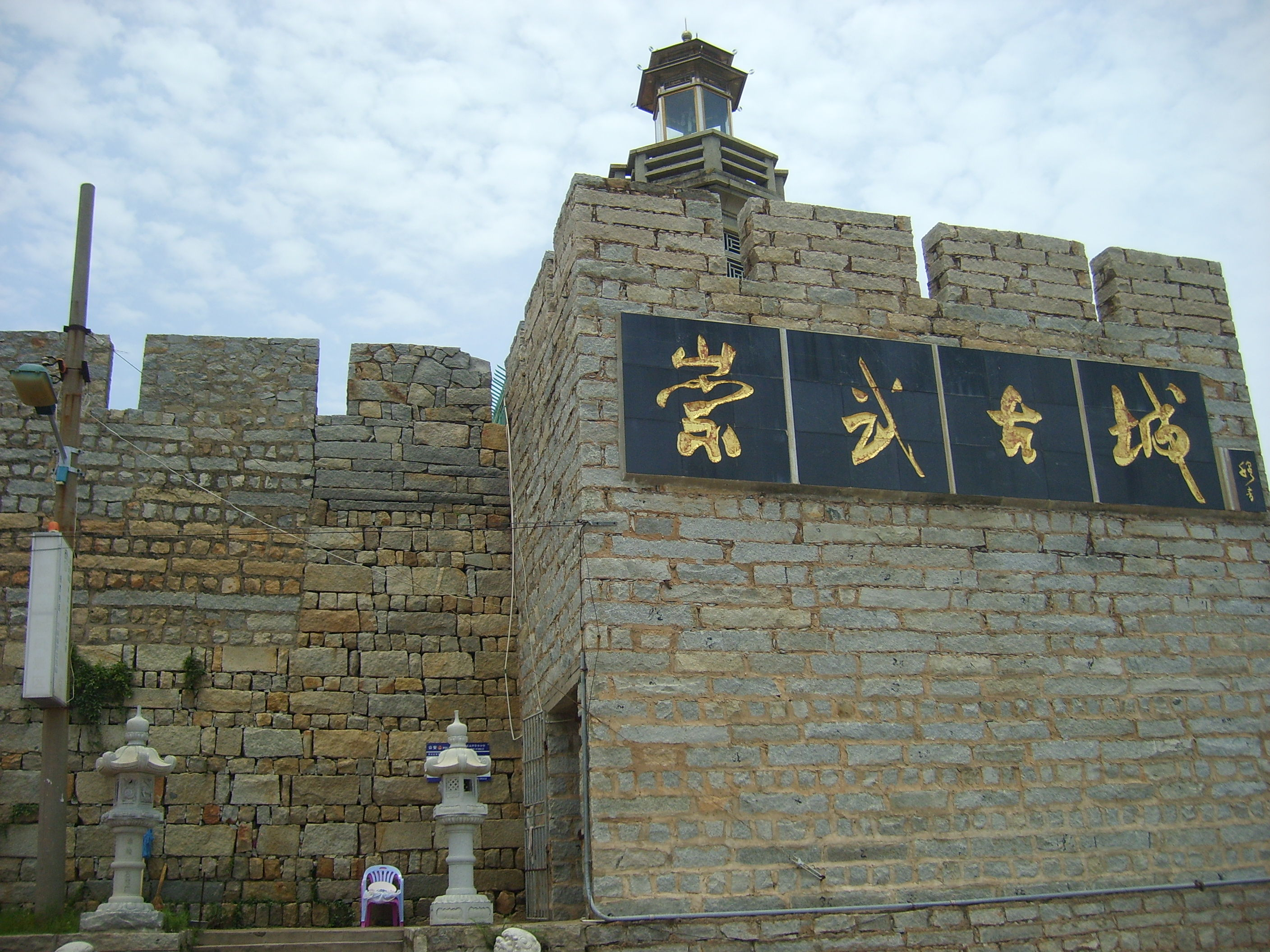
Chongwu

Chongwu (chinesisch 崇武镇, Pinyin Chóngwǔ Zhèn – „Hochschätzung der Waffen“) ist eine Großgemeinde auf der gleichnamigen Halbinsel Chongwu im Kreis Hui’an im Nordosten der chinesischen Stadt Quanzhou in der Provinz Fujian. Der Ort wurde im Jahr 1387 gegründet, um die Angriffe japanischer Piraten abzuwehren. Die Stadtmauer aus Granit ist 2.455 Meter lang, sieben Meter hoch und hat 1.304 Schießscharten und vier Tore. Es ist die am besten erhaltene der drei chinesischen Steinmauern-Städte.
Ein wichtiger Gewerbezweig der Großgemeinde ist Granitbearbeitung. Hauptsächlich werden Tempelfiguren und Steinlampen hergestellt.
Die Stadtmauer von Chongwu steht seit 1988 auf der Liste der Denkmäler der Volksrepublik China.